# Anna Amelia Obermeyer
Anna Amelia Obermeyer  (o Anna Amelia Obermeyer-Mauve, o Amelia Mauve (1907-2001) fue una botánica pteridóloga sudafricana.
Desarrolló parte de su actividad científica en el «Botanical Research Institute de Pretoria».

## Algunas publicaciones
- Obermeyer, AA. 1959. Petalidium bracteatum. The Flowering Plants of Africa 33: t. 1317

### Libros
- Lewis, GJ, AA Obermeyer, TT Barnard. 1972. Gladiolus; a revision of the South African species. Ed. Purnell, Cape Town. xxxi + 316 pp. ISBN 0-360-00155-6
- Obermeyer, AA; GJ Lewis, RB Faden. 1985. Xyridaceae-Juncaceae. Flora of Southern Africa Series, Vol. 4 Parte 2. Ed. Botanical Research Institute, Pretoria. ix + 96 pp.

## Honores

### Eponimia
Especies
- (Crassulaceae) Cotyledon obermeyeriana Poelln.[2]
- La abreviatura «Oberm.» se emplea para indicar a Anna Amelia Obermeyer como autoridad en la descripción y clasificación científica de los vegetales.[3]